# Персонаж (фільм, 2006)
«Персонаж» (англ. Stranger than Fiction) — американська комедійна драма режисера Марка Форстера, що вийшла 2006 року. У головних ролях Вілл Ферелл, Меггі Джилленгол, Емма Томпсон.
Сценаристом був Зак Гелм, продюсером був Ліндсі Доран. Вперше фільм продемонстрували 9 вересня 2006 року у Канаді на Міжнародному кінофестивалі у Торонто. В Україні у кінопрокаті фільм прем'єра фільму відбулася 24 травня 2007 року

## Сюжет
Гарольд Крік звичайний аудитор у Службі Внутрішніх Доходів, живе тихим і спокійним життям, доти, доки не починає чути голос у своїй голові, що диктує йому наступні дії. Гарольд став головним героєм книги письменниці Карен Ейфель, і вона своєю уявою круто змінює життя Гарольда. 

## У ролях
| Актор            | Персонаж                            | Роль                              |
| ---------------- | ----------------------------------- | --------------------------------- |
| Вілл Ферелл      | Гарольд Крік англ. Harold Crick     | аудитор Служби Внутрішніх Доходів |
| Меггі Джилленгол | Ана Паскаль англ. Ana Pascal        | пекарка                           |
| Емма Томпсон     | Карен Ейфель англ. Karen Eiffel     | письменниця                       |
| Дастін Гоффман   | Жюль Гільберт англ. Jules Hilbert   | професор літератури               |
| Квін Латіфа      | Пенні Ешер англ. Penny Escher       | помічниця Карен Ейфель            |
| Тоні Гейл        | Дейв англ. Dave                     | колега Гарольда                   |
| Лінда Гант       | Міттаг-Леффлер англ. Mittag-Leffler | психолог                          |
| Крістін Ченовет  |                                     | телеведуча                        |

## Сприйняття

### Критика
Фільм отримав позитивні відгуки: Rotten Tomatoes дав оцінку 72% на основі 172 відгуки від критиків (середня оцінка 6,8/10) і 85% від глядачів із середньою оцінкою 3,6/5 (399,227 голосів). Загалом на сайті фільми має позитивний рейтинг, фільму зарахований «стиглий помідор» від кінокритиків і «попкорн» від глядачів, Internet Movie Database — 7,7/10 (155 268 голосів), Metacritic — 67/100 (35 відгуків критиків) і 8,0/10 від глядачів (172 голоси). Загалом на цьому ресурсі від критиків і від глядачів фільм отримав позитивні відгуки.

### Касові збори
Під час показу в Україні, що стартував 24 травня 2007 року, протягом першого тижня фільм зібрав 22,209 $, що на той час дозволило йому зайняти 3 місце серед усіх прем'єр. Показ протривав 3 тижні і завершився 10 червня 2007 року, за цей час стрічка зібрала 40,850 $. Із цим показником стрчіка зайняла 145 місце в українському кінопрокаті 2007 року.
Під час показу у США, що розпочався 10 листопада 2006 року, протягом першого тижня фільм показали у 2,264 кінотеатрах і він зібрав 13,411,093 $, що на той час дозволило йому зайняти 4 місце серед усіх прем'єр. За час показу фільм зібрав у прокаті у США 40,660,952  доларів США (за іншими даними 40,435,190 $), а у решті країн 12,992,272 $ (за іншими даними 4,800,000 $), тобто загалом 53,653,224 $ (за іншими даними 45,235,190 $) при бюджеті 30 млн $.

### Нагороди та номінації[12]
| Рік  | Нагорода                                           | Категорія                                               | Номінант         | Результат |
| ---- | -------------------------------------------------- | ------------------------------------------------------- | ---------------- | --------- |
| 2006 | Кінофестиваль у Голлівуді                          | Кастинг-директор року                                   | Франсін Мейслер  | Перемога  |
| 2006 | Національна рада кінокритиків США                  | Найкращий оригінальний сценарій                         | Зак Гелм         | Перемога  |
| 2006 | Satellite Awards                                   | Найкращий актор у художньому фільмі, комедії чи мюзиклі | Вілл Ферелл      | Номінація |
| 2006 | Satellite Awards                                   | Найкращий художній фільм, комедія чи мюзикл             | стрічка          | Номінація |
| 2007 | 64-та церемонія вручення нагороди «Золотий глобус» | Найкраща чоловіча роль — комедія або мюзикл             | Вілл Ферелл      | Номінація |
| 2007 | Премія «Сатурн»                                    | Найкращий фентезі фільм                                 | стрічка          | Номінація |
| 2007 | Премія «Сатурн»                                    | Найкращий актор                                         | Вілл Ферелл      | Номінація |
| 2007 | Премія «Сатурн»                                    | Найкраща актриса                                        | Меґґі Джилленгол | Номінація |
| 2007 | Премія «Сатурн»                                    | Найкраща актриса другого плану                          | Емма Томпсон     | Номінація |
| 2007 | Премія «Сатурн»                                    | Найкращий сценарій                                      | Зак Гелм         | Номінація |
| 2007 | Broadcast Film Critics Association Awards          | Найкраща актриса другого плану                          | Емма Томпсон     | Номінація |
| 2007 | Broadcast Film Critics Association Awards          | Найкращий сценарій                                      | Зак Гелм         | Номінація |
| 2007 | Лондонський круг кінокритиків                      | Британська актриса року другого плану                   | Емма Томпсон     | Номінація |
| 2007 | PEN Center USA West Literary Awards                | Найкращий сценарій                                      | Зак Гелм         | Перемога  |
| 2007 | Премія Гільдії сценаристів США                     | Найкращий оригінальний сценарій                         | Зак Гелм         | Номінація |